# 전호영
전호영(全昊瑛, 1994년 1월 5일 ~ )은 전 KBO 리그 LG 트윈스의 내야수이다. 그의 아버지는 전 KBO 리그 LG 트윈스의 포수인 전종화이다.

## LG 트윈스시절
2012년에 입단하였다.

## 출신 학교
- 율하초등학교
- 경상중학교
- 대구고등학교